# 硕距头蕊兰
硕距头蕊兰（学名：Cephalanthera calcarata）为兰科头蕊兰属下的一个种。它们是中国的特有种，分布于云南漾濞。

## 保育现状
在中国物种红色名录中，硕距头蕊兰被列为极危。它们的栖息地较为狭小且因当地农业林业发展而退化。

## 扩展阅读
- 維基物種上的相關：硕距头蕊兰